# Sunipia cirrhata
Sunipia cirrhata är en orkidéart som först beskrevs av John Lindley, och fick sitt nu gällande namn av Peter Francis Hunt. Sunipia cirrhata ingår i släktet Sunipia och familjen orkidéer. Inga underarter finns listade i Catalogue of Life.

## Bildgalleri

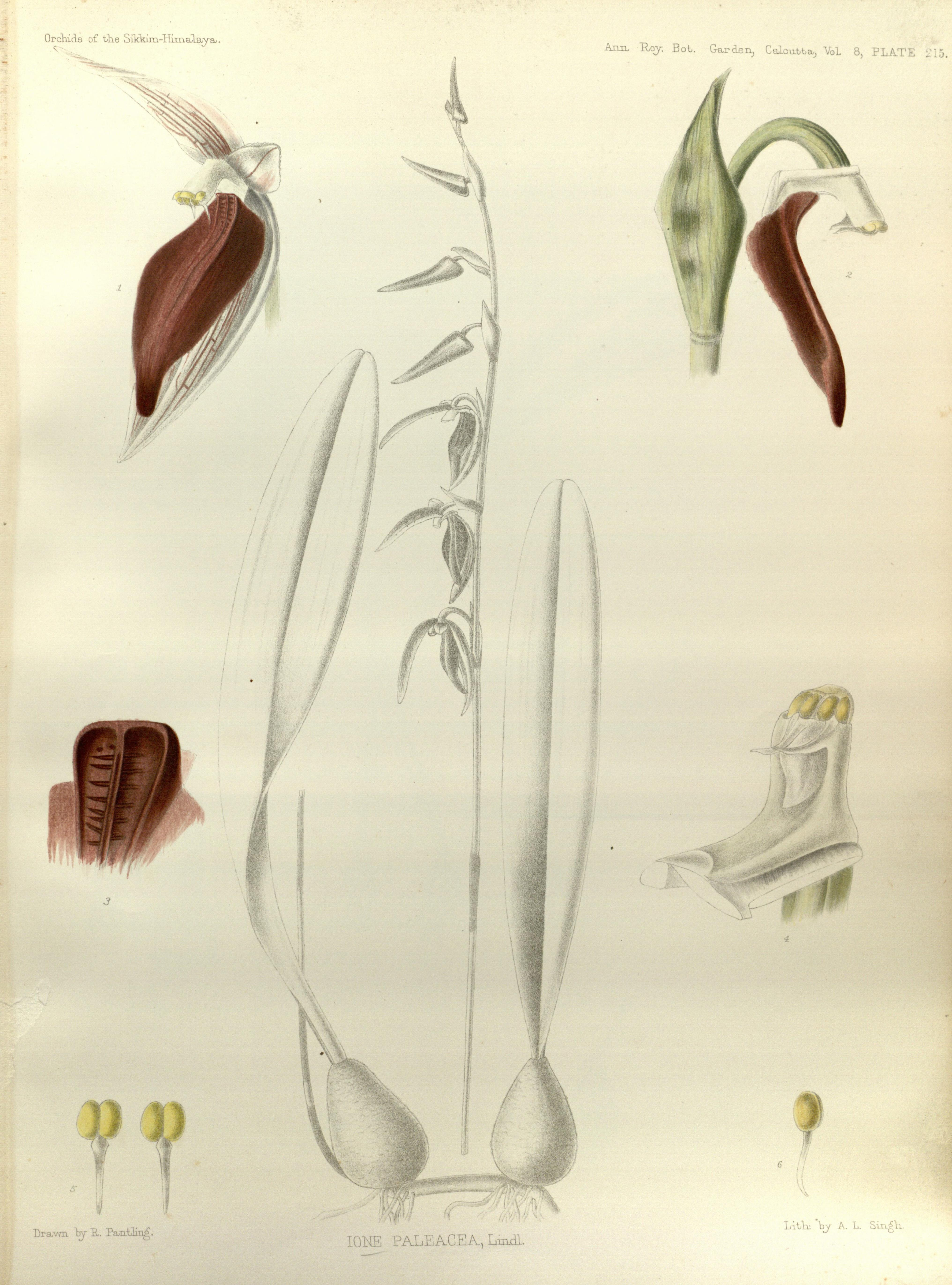